# I Want You Back
I Want You Back är en singel från 1969 med The Jackson 5. Den blev en stor hit för gruppen och skivbolaget Motown tidigt under 1970. Det var den enda singeln som släpptes från gruppens debutalbum Diana Ross Presents The Jackson 5 från 1969.